# Krzysztof Wiesiołowski (archeolog)
Krzysztof Wiesiołowski (ur. 1742, zm. 1826) – archeolog, kolekcjoner starożytności, numizmatyk.

## Życiorys
Krzysztof Wiesiołowski był potomkiem, tego samego imienia i nazwiska marszałka wielkiego litewskiego Krzysztofa Wiesiołowskiego. Nauki zaczynał w Krakowie i ukończył je za granicą. 
Podróżując, kolekcjonował numizmatykę z czasów greckich i rzymskich oraz znaleziska archeologiczne. Był znanym ekspertem w swoich dziedzinach działania. W Paryżu gościł u siebie i przekazywał wiedzę Michałowi Walickiemu podstolemu koronnemu.
Należał do założycieli Towarzystwa Warszawskiego Przyjaciół Nauk. Posiadaną bibliotekę podarował Towarzystwu Przyjaciół Nauk, jak i część zbiorów obejmujących okres starożytny.
Zmarł w 1826 w Warszawie.

## Publikacje
- Uwagi nad Czerwcem polskim, Rocznik TWPN tom IV
- O pożytkach z wiadomości starożytnych numizmatów greckich i rzymskich, Rocznik TWPN tomy: V III, i IX
- O starożytnościach religijnych Słowian, Rocznik TWPN tom IX
- O niektórych nieprzyzwoitych wyrazach języka polskiego w czasopiśmie "Lech" 1822
- Wypis z podróży odbytej do Anglii i Kalabryi w r. 1791, "Lech"
- O numizmacie srebrnym ostatniego z Piastów, "Lech"